# اوستینگرسلبن
اوستینگرسلبن (به آلمانی: Ostingersleben) یک منطقهٔ مسکونی در آلمان است که در اینگرسلبن واقع شده‌است. اوستینگرسلبن ۲۶۹ نفر جمعیت دارد.